# Brasiliense Futebol Clube
Il Brasiliense Futebol Clube, meglio noto come Brasiliense, è una società calcistica brasiliana con sede a Taguatinga, nel Distretto Federale.

## Storia
Il club è stato fondato il 1º agosto 2000 con il coinvolgimento del CNPJ dell'Atlântida Esporte Clube da Luís Estêvão.
Con solo tredici anni di storia, il Brasiliense è riuscito a stabilire alcuni record nel Distretto Federale e in Brasile. Il club è diventato il più giovane finalista della Coppa del Brasile nella sua prima partecipazione, nel 2002, prima ancora del secondo anniversario. Fu la prima (e ancora ad oggi l'unica) squadra del Distretto Federale a disputare la finale di un torneo nazionale. Dopo aver eliminato avversari tradizionali come il Náutico, il Fluminense e l'Atlético Mineiro, ha perso in finale contro il Corinthians.
Con così poco tempo di esistenza, la squadra vinse il suo primo titolo nazionale nel 2002, quando vinse la terza divisione brasiliana. Due anni dopo, ha raggiunto il suo massimo splendore fino ad oggi vincendo la seconda divisione brasiliana.
Ha partecipato una sola volta al campionato di massima serie brasiliana nella stagione 2005, nella quale è retrocessa all'ultimo posto. Resta questa l'ultima apparizione del club nella Série A nazionale.

## Palmarès

### Competizioni nazionali
- Campeonato Brasileiro Série B: 1

2004
- Campeonato Brasileiro Série C: 1

2002
- Copa Verde: 1

2020

### Competizioni statali
- Campionato Brasiliense: 11

2004, 2005, 2006, 2007, 2008, 2009, 2011, 2013, 2017, 2021, 2022
- Campeonato Brasiliense Segunda Divisão: 1

2000

### Altri piazzamenti
- Coppa del Brasile:

Finalista: 2002
Semifinalista: 2007
- Campionato Brasiliense:

Secondo posto: 2001, 2003, 2010, 2018, 2020
Semifinalista: 2024
- Copa Verde:

Semifinalista: 2014, 2022, 2025